# Bergamt Johanngeorgenstadt

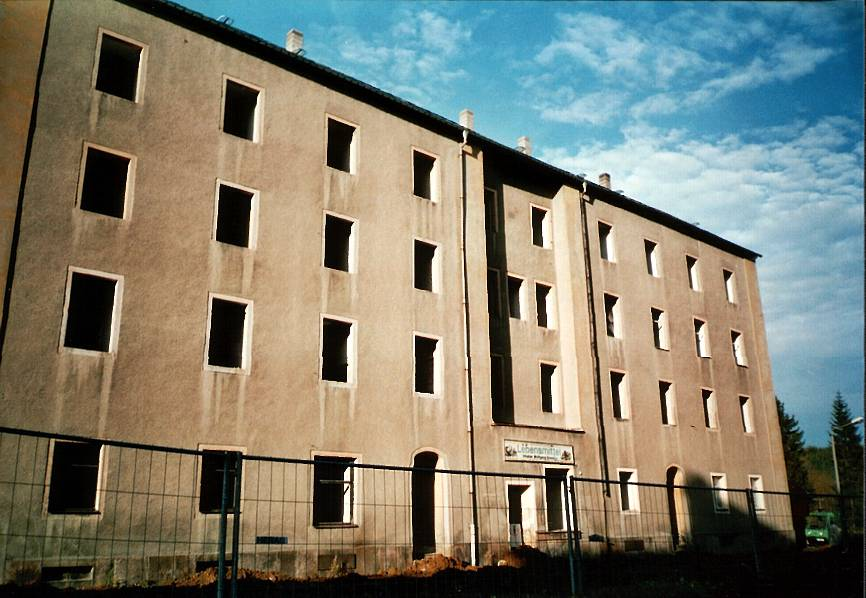
Das Bergmagazin kurz vor dem Abriss

Das Bergamt Johanngeorgenstadt war ein Bergamt im Kurfürstentum und Königreich Sachsen. Es wurde 1662 gegründet und existierte bis 1856.

## Lage
Die Grenzen des Johanngeorgenstädter Berg(amts)reviers bildeten im Osten und Nordosten der Große Ortsbach von seiner Quelle an der sächsisch-böhmischen Grenze bis zur Mündung in das Schwarzwasser, das Schwarzwasser flussaufwärts bis zur Mündung des Steinbachs und diesen dann aufwärts bis zum um 1680 abgerissenen Siegelschen Hammerwerk an der Eibenstocker Straße, von hier dem 2. Mittelflügel folgend bis zur böhmischen Grenze und diese nach Osten entlang bis zum Großen Ortsbach zurück.
Das Revier wurde im 18. Jahrhundert um die bis dahin eigenständigen Bergamtsreviere von Schwarzenberg und Eibenstock erweitert, die aber eine gewisse Eigenständigkeit behielten.

## Geschichte
Bergbau auf Zinnerz ist bereits im 14. Jahrhundert belegt. Allerdings spielte er nur eine untergeordnete Rolle, zumal die Region nur gering bevölkert war. Eine Intensivierung des Bergbaus setzte nach 1654 ein, als durch den Zuzug böhmischer Exulanten Johanngeorgenstadt gegründet wurde. In der Folge setzte insbesondere auf dem Fastenberg intensiver Bergbau ein.
Auf Initiative von Abraham Wenzel Löbel wurde 1662, also acht Jahre nach der Stadtgründung, ein Bergamt eingerichtet, nachdem Johanngeorgenstadt schon 1656 „freye Bergstadt“ geworden war. Zur Bildung des Reviers mussten die Bergreviere Schwarzenberg und Eibenstock Gebiete abtreten. Das Bergamt Eibenstock brachte die westlich des Schwarzwassers liegenden Gebiete ein, also insbesondere die Bergwerke am Fastenberg und bei Jugel. Vom Bergamt Schwarzenberg, das bereits früher Gebiete zur Bildung der Bergreviere Gottesgab (1529) und Platten (1532) abtreten musste, kamen die östlich des Schwarzwassers liegenden Gebiete, insbesondere die Bergwerke am Rabenberg.
Zur Erledigung der sich im Johanngeorgenstädter Bergamtsrevier ereigneten Bergwerkssachen und Hinterlegung der anfallenden Akten gab es keine gesonderte Bergamtsstube, sondern der Bergmeister von Johanngeorgenstadt musste dieses von seiner eigenen Wohnung aus vornehmen und dort auch die Akten hinterlegen. Nachdem aber im Jahre 1671 der Bau des Rathauses in Johanngeorgenstadt nahezu vollendet war, wurde der Rat der Stadt am 7. Juli von der Bergkanzlei in Dresden aus aufgefordert, im Gebäude des Rathauses auch eine Bergamtsstube einzurichten, die von den Bergbeamten genutzt werden konnte.
1772 verfügte Kurfürst Friedrich August die Zusammenlegung der Bergämter Schwarzenberg und Johanngeorgenstadt mit Hauptsitz in Johanngeorgenstadt. Diese ursprünglich nur übergangsweise gedachte Lösung wurde sieben Jahre später bestätigt. Da der Bergbau im Westerzgebirge weiter rückläufig war, wurde 1793 auch das Bergamt Eibenstock aufgelöst und gleichfalls als Unterrevier dem Johanngeorgenstädter Revier zugeschlagen.
1856 wurde das Bergamt Johanngeorgenstadt aufgelöst und zusammen mit dem Bergamt Schneeberg dem wiedergegründeten Bergamt Schwarzenberg zugeordnet, das bis zur Gründung eines Landesbergamts 1869 bestand.
Bereits 1851 wurde der Revierausschuss Johanngeorgenstadt gegründet, der die Rechte und Interessen aller Bergwerkseigentümer innerhalb der Grenzen des Bergreviers Johanngeorgenstadt mit Eibenstock und Schwarzenberg wahrnahm und damit Aufgaben der Bergamtsverwaltung übernahm. Diese Änderungen waren eine direkte Konsequenz des Regalbergbaugesetzes vom 22. Mai 1851 sowie des Allgemeinen Berggesetzes vom 16. Juni 1868, womit der königliche Staat das jahrhundertealte Bergregal aufgab und bürgerliche Gewerbefreiheit im Bergbau durchsetzte. Zwischen 1930 und 1933 schlossen sich die Revierverbände von Johanngeorgenstadt, Schneeberg, Scheibenberg und Marienberg zum Obergebirgischen Revierverband zusammen.

## Bergmeister
| Name                                  | Amtsjahre | Bemerkungen |
| ------------------------------------- | --------- | --- |
| Abraham Wenzel Löbel                  | 1662–1707 | Sohn des böhmischen Exulanten Johann Löbel (1592–1666), der 22 Jahre Plattener Bergmeister und von 1656 bis 1666 Johanngeorgenstädter Bürgermeister war. |
| Paul Christoph Zeidler                | 1707–1729 | |
| Christian Salomon Zeidler             | 1729–1754 | |
| Christian Samuel Butz                 | 1754–1769 | |
| Immanuel Heinrich Krippner            | 1769–1771 | |
| Christian Hieronymus Lommer           | 1771–1780 | Schuf 1768 eine flächenkolorierte geologische Karte. Später Bergmeister in Annaberg und Scheibenberg mit Oberwiesenthal.                                 |
| Carl Traugott Schmidt                 | 1780–1792 | |
| Johann Christian Techelmann           | 1793–1799 | |
| Johann Carl Freiesleben               | 1799–1800 | |
| Johann Michael Böhme                  | 1800–1815 | |
| Friedrich Gotthold Oelschlägel        | 1816–1824 | |
| Karl Gustav Adalbert von Weissenbach  | 1824–1825 | Von 1826 bis 1836 Bergmeister in Freiberg. Ab 1840 Geheimer Regierungsrat im Ministerium des Innern.                                                     |
| Wilhelm Fischer                       | 1827–1835 | |
| Rudolph Hering                        | 1835–1838 | Ab 1838 Bergmeister des Bergamts Marienberg. Später Direktor des Königlich Sächsischen Kupferhammers Grünthal.                                           |
| Anton Voß                             | 1838–1845 | Ab 1845 Landtagsabgeordneter. Floh wegen Veruntreuung nach Amerika.                                                                                      |
| Bernhard Ludwig Konstantin Braunsdorf | 1845–1856 | War anschließend Bergmeister in Freiberg und am Oberbergamt tätig.                                                                                       |

## Weitere bedeutsame Beamte
- William Tröger († 1875), Berggeschworener, Stadtverordneter und Bergbauunternehmer im sächsischen und böhmischen Erzgebirge

## Geologie und Bergbau
Das Johanngeorgenstädter Revier ist durch das Eibenstocker Granitmassiv und die damit verbundenen Mineralisationen in den Randbereichen geprägt.
Der Bergbau auf Zinn war der älteste und andauerndste, zuerst durch Zinnseifnen und später als Zinngreisenabbau. Ebenfalls sehr alt ist der Eisenerzbergbau, der vor allem auf Eisenerzgängen umging, die sich über mehrere Kilometer durch das Gebiet ziehen. Hauptgegenstand des Bergbaus waren die hydrothermalen Gänge. Zahlreiche Gruben am Fastenberg lieferten über viele Jahre beständig Ausbeute. Zu Beginn des 19. Jahrhunderts nahmen die Erzfunde ab. Der folgende Bergbaubetrieb war geprägt durch die Suche nach Silbererzen in der noch nicht erschlossenen Tiefe des Fastenberges sowie des bergmännischen Aufschlusses von Wismuterzen. Der intensivste Bergbau erfolgte aber auf Uran, als zwischen 1946 und 1958 im Objekt 01 der AG/SDAG Wismut etwa 3770 t Uranerz gewonnen, die Landschaft hierbei aber nachhaltig verändert wurde.

## Sonstiges
Das historische, 1899 bis auf die Umfassungsmauern abgebrannte und dann zu einem Wohnhaus umgebaute Bergmagazin, das ein Kandidat für das UNESCO-Welterbe Montanregion Erzgebirge war, wurde im November 2005 trotz zahlreicher Proteste abgerissen, was u. a. dazu führte, dass das Bergbaugebiet um Johanngeorgenstadt mit seinen zahlreichen Sachzeugen der erzgebirgischen Montangeschichte nicht Bestandteil der Welterbenominierung wurde.